# Ryukyu-Kaninchen
Das Ryukyu- oder Amami-Kaninchen (Pentalagus furnessi) ist eine Säugetierart aus der Familie der Hasen (Leporidae) und zählt zu den urtümlichsten Arten seiner Familie. Ryukyu-Kaninchen kommen ausschließlich auf zwei Inseln (Amami-Ōshima und Tokunoshima) der zu Japan gehörenden Inselgruppe der Ryūkyū-Inseln vor, wo sie als Amami no kuro-usagi (japanisch 奄美の黒兎 ‚schwarzer Amami-Hase‘) bekannt sind.

## Merkmale
Die Art ist durch ein wolliges, dunkelbraunes Fell gekennzeichnet, die Ohren sind sehr kurz (4 bis 5 Zentimeter). Die relativ kurzen Gliedmaßen tragen auffallend lange Krallen. Ryukyu-Kaninchen erreichen eine Kopf-Rumpf-Länge von 40 bis 53 Zentimetern, eine Schwanzlänge von 2 bis 3,5 Zentimetern und ein Gewicht von zwei bis drei Kilogramm.

## Verbreitung

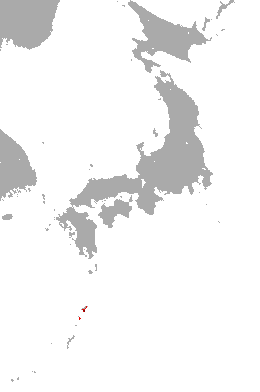
Verbreitungsgebiet des Ryukyu-Kaninchens

Die beiden Inseln Amami-Ōshima und Tokunoshima haben ein subtropisches Klima. Die Kaninchen leben hier in Höhen bis zu 694 Metern (Yuwandake auf Amami-Ōshima, höchster Punkt auf den Inseln). Die küstennahen, mit Palmfarnen bestandenen Felsen und die hügeligen Eichenwälder bilden den natürlichen Lebensraum. Nachdem in den 1970er- und 1980er-Jahren der größte Teil der Inseln entwaldet wurde, haben sich Ryukyu-Kaninchen auch an die dabei entstandenen Chinaschilf-Flächen angepasst.

## Verhalten
Diese Tiere sind nachtaktive Waldbewohner. Sie verlassen ihre Baue im Schnitt gegen 17 Uhr und kehren gegen 6 Uhr zurück. Sie graben 30 bis 200 Zentimeter lange Tunnel, an deren Enden eine Erdhöhle von etwa 20 Zentimetern Durchmesser liegt, die als Schlafplatz dient. Mehrmals im Jahr bringt das Weibchen zwei bis drei Junge zur Welt.
Bei einer Analyse der Nahrungspflanzen wurden mindestens 29 verschiedene Pflanzenarten festgestellt, von denen sich Ryukyu-Kaninchen ernähren. Zu diesen gehören Seggen, Chinaschilf und Haarstrang sowie die Früchte von Scheinkastanien und Storaxbäumen. Bevorzugt werden Schösslinge und Nüsse der Pflanzen gefressen.

## Feinde
Bambusottern (Trimeresurus) waren einst die einzigen natürlichen Feinde der Kaninchen auf den Inseln. Durch den Menschen wurden später auch Mungos und Haushunde auf den Inseln eingeschleppt, die heute ebenfalls die Kaninchen jagen.

## Systematik
Das Ryukyu-Kaninchen wird als eigenständige Art und monotypische Gattung den Hasen (Leporidae) zugeordnet. Innerhalb der Art werden keine Unterarten unterschieden. Die wissenschaftliche Erstbeschreibung der Art erfolgte 1829 durch den US-amerikanischen Zoologen Witmer Stone, der die Art als Caprolagus furnessi beschrieb und damit den Borstenkaninchen zuschrieb. 1904 beschrieb Marcus Ward Lyon die dazugehörige monotypische Gattung.
Auf der Basis von molekularbiologischen Daten wurde von Conrad A. Matthee et al. 2004 ein Kladogramm entwickelt, das die phylogenetischen Verwandtschaften der Gattungen innerhalb der Hasen zueinander darstellt. Demnach ist das Ryukyu-Kaninchen die Schwesterart des nur an Flussufern in der Karoo-Wüste im westlichen Südafrika verbreiteten Buschmannhasen (Bunolagus monticularis) und bildet mit diesem ein Taxon. Diesem steht ein Taxon aus dem Wildkaninchen (Oryctolagus cuniculus) und dem Borstenkaninchen (Caprolagus hispidus) gegenüber, während die in Amerika lebenden Baumwollschwanzkaninchen (Sylvilagus) und das Zwergkaninchen (Brachylagus idahoensis) die Schwestergruppe dieser vier Arten darstellt.
Als nahe verwandt mit dem Ryukyu-Kaninchen wird zudem Pliopentalagus angesehen, das im Miozän und Pliozän weit über Eurasien verbreitet war.

## Bedrohung
Bevor die Art 1921 durch die japanische Regierung vollständig geschützt wurde, wurde sie wegen ihres Fleisches und wegen vermuteter Heilkräfte gejagt. Heute stellen die Rodung der Wälder und die Nachstellungen durch streunende Hunde und Katzen die Hauptbedrohung für die Tiere dar. Schätzungen über die Gesamtpopulation belaufen sich auf rund 2000 bis 4800 Exemplare (2003). Davon lebt der Großteil auf Amami-Oshima und nur 120 bis 300 Exemplare auf Tokunoshima. Auf der Roten Liste der IUCN und der nationalen Roten Liste gefährdeter Säugetiere Japans wird die Art als stark gefährdet („endangered“) eingestuft. Zum Schutz der Tiere hat das japanische Umweltministerium im Jahr 2005 eine Aktion zur Ausrottung der Mungos auf den Inseln gestartet.
Für gewöhnlich meiden die Tiere menschliche Nähe. Auf den Inseln werden einige Tiere in Gefangenschaft gehalten, außerdem gibt es sie im Zoo von Kagoshima.

## Varia
Japanische Forscher von der Universität Kobe fanden heraus, dass Ryukyu-Kaninchen eine wichtige Rolle für die parasitär lebende Pflanzenart Balanophora yuwanensis spielen. Diese betreibt keine Fotosynthese, sie zapft stattdessen das Wurzelsystem anderer Gewächse an. Zur Vermehrung schiebt sie rote Fruchtstände an die Oberfläche. Diese werden von den Kaninchen gefressen. Ein großer Anteil keimungsfähiger Samen übersteht die Darmpassage und die Kaninchen scheiden sie mit dem Kot bei ihren Bauten aus. Da sich diese am Stammfuß großer Bäume befinden, können die Samen dann nahe der wichtigen Wurzeln keimen.

## Belege
1. 1 2  
Conrad A. Matthee, Bettine Jansen Van Vuuren, Diana Bell Terence J. Robinson: A Molecular Supermatrix of the Rabbits and Hares (Leporidae) Allows for the Identification of Five Intercontinental Exchanges During the Miocene. Systematic Biology 53 (3), S. 433–447. (Abstract)
2. 1 2  
Don E. Wilson, DeeAnn M. Reeder (Hrsg.): Pentalagus furnessi (Memento des Originals vom 15. Dezember 2016 im Internet Archive)  Info: Der Archivlink wurde automatisch eingesetzt und noch nicht geprüft. Bitte prüfe Original- und Archivlink gemäß Anleitung und entferne dann diesen Hinweis. in Mammal Species of the World. A Taxonomic and Geographic Reference (3rd ed).
3. ↑  
Witmer Stone: Descriptions of a New Rabbit from the Liu Kiu Islands and a New Flying Squirrel from Borneo. In: Proceedings of the Academy of Natural Sciences of Philadelphia. Band 52, 1900, S. 460–463 (online [abgerufen am 19. Juni 2015]).
4. ↑  Kenji Suetsugu, Hiromu Hashiwaki: A non‐photosynthetic plant provides the endangered Amami rabbit with vegetative tissues as a reward for seed dispersal. In: Ecology. 23. Januar 2023, ISSN 0012-9658, doi:10.1002/ecy.3972 (wiley.com [abgerufen am 31. Januar 2023]).
5. ↑  Ökologie: Bizarre Pflanze ist zwingend auf seltene Kaninchen angewiesen. Abgerufen am 31. Januar 2023.